# 송재환
송재환(宋在煥)은 제11대 대한민국 병무청장이다. 1994년 12월 26일 ~ 1996년 12월 24일까지 제11대 대한민국 병무청장으로 재직하였다.